# Pietro Conti
Pietro Conti, né à Spolète le 8 septembre 1928 et mort à Pérouse le 7 septembre 1988, est une personnalité politique italienne, membre du Parti communiste italien et premier président de l'Ombrie.

## Biographie
Né dans une famille ouvrière, Pietro Conti a adhéré au Parti communiste italien (PCI) et à la Confédération générale italienne du travail (CGIL). Sa carrière politique commence très jeune quand, simple ouvrier, il s'illustre en défendant les droits syndicaux des travailleurs. Il est alors appelé à Pérouse et devient secrétaire de la fédération des jeunesses communistes, puis de la CGIL d'Ombrie.
En 1970, il devient président de l'Ombrie, une région italienne. Il conserve cette charge jusqu'en 1976. Cette année-là, il est élu au Parlement italien et y reste dix ans. En 1987, peu avant de mourir, il devient maire de Spolète.